# Saison 5 de Star Trek: Deep Space Nine
Chronologie
Saison 4 Saison 6
Cette page présente les épisodes de la saison 5 de la série télévisée Star Trek: Deep Space Nine.

## Liste des épisodes

### Épisode 1:L'Apocalypse
- Robert O'Reilly (en) (Chancelier Gowron)
- J. G. Hertzler (Général Martok (en))
- Marc Alaimo (Gul Dukat)
- Casey Biggs (Glinn Damar)

### Épisode 2:Le Vaisseau
- Kaitlin Hopkins (Kilana)
- F.J. Rio (Ingénieur Enrique Muniz)
- Hilary Shepard (Enseigne Hoya)

### Épisode 3:Mauvais Par'Mach
- Rosalind Chao (Keiko O'Brien)
- Mary Kay Adams (Grilka)
- Joseph Ruskin (Conseiller Tumek)
- Phil Morris (Capitaine Thopok)

### Épisode 4:Le Vrai Courage
- Andrew Kavovit (Aide Soignant Kirby)
- Karen Austin (Dr Kalandra)
- Mark Holton (Brancardier)
- Lisa Lord (Infirmière)
- Jeb Brown (Enseigne)
- Danny Goldring (Premier Maître Burke)

### Épisode 5:La Mission
- Rosalind Chao (Keiko O'Brien)
- Max Grodénchik (Rom)
- Hana Hatae (Molly O'Brien)

### Épisode 6:Épreuves et Tribulations
- Jack Blessing (Agent Dulmur)
- James W. Jansen (Agent Lucsly)
- Charlie Brill (Agent Arne Darvin)

### Épisode 7:Que celui qui n'a jamais péché
- Monte Markham (Pascal Fullerton)
- Chase Masterson (Leeta)
- Frank Kopyc (Assistant de Fullerton)
- Vanessa Lynn Williams (Arandis) (créditée sous le nom de Vanessa Williams)

### Épisode 8:Les Condamnés
- Marc Alaimo (Gul Dukat)
- Victor Bevine (Belar)
- Andrew Robinson (Elim Garak) (crédité sous le nom d'Andrew J. Robinson)
- Kurtwood Smith (Officier Thrax)

### Épisode 9:L'Ascension
- Max Grodénchik (Rom)
- Aron Eisenberg (Cadet Nog)

### Épisode 10:Extase
- Penny Johnson Jerald (Capitaine Kasidy Yates)
- Ernest Perry Jr. (Amiral Charlie Whatley)
- Louise Fletcher (Kai Winn Adami)

### Épisode 11:Les Ténèbres et la Lumière
- Randy Oglesby (en) (Silaran Prin)
- William Lucking (Furel)
- Diane Salinger (Lupaza)
- Jennifer Savidge (Trentin Fala)
- Aron Eisenberg (Cadet Nog)

### Épisode 12:Naissances
- Rosalind Chao (Keiko O'Brien)
- Duncan Regehr (Premier Ministre Shakaar Edon)
- Peggy Roeder (Y'Pora)
- James Sloyan (Dr Mora Pol)

### Épisode 13:Pour l'uniforme
- Kenneth Marshall (Michael Eddington)
- Eric Pierpoint (en) (Capitaine Sanders)
- Aron Eisenberg (Cadet Nog)

- Dans cet épisode, Sisko laisse apparaître une facette beaucoup plus sombre de sa personnalité face à sa Némésis.
- Eddington fait référence au roman Les Misérables de Victor Hugo, en particulier à l'Inspecteur Javert

### Épisode 14:À l'ombre du purgatoire (1/2)
- Andrew Robinson (Elim Garak)
- Marc Alaimo (Gul Dukat)
- Mélanie Smith (en) (Tora Ziyal)
- J.G. Hertzler (Général Martok)
- James Horan (Ikat'ika)
- Paul Dooley (Enabran Tain)

### Épisode 15:À la lumière de l'enfer (2/2)
- Andrew Robinson (Elim Garak)
- Marc Alaimo (Gul Dukat)
- Mélanie Smith (en) (Tora Ziyal)
- J.G. Hertzler (Général Martok)
- Robert O'Reilly (en) (Chancelier Gowron)
- Ray Buktenica (en) (Directeur Deyos)
- James Horan (Ikat'ika)
- Carrie Stauber (Romulienne emprisonnée)

### Épisode 16:Dr Bashir, je présume?
- Brian George (Richard Bashir)
- Max Grodénchik (Rom)
- Chase Masterson (Leeta)
- Fadwa El Guindi (Amsha Bashir)
- J. Patrick McCormack (Contre-Amiral Bennett)
- Robert Picardo (Dr Lewis Zimmerman)

### Épisode 17:Une simple enquête
- Dey Young (Arrissa)
- John Durbin (Traidy)
- Nicholas Worth (Sorm)
- Randy Mulkey (Agent secret idanien)

### Épisode 18:Les Affaires sont les affaires
- Lawrence Tierney (Régent de Palamar)
- Josh Pais (Gaila)
- Tim Halligan (Farrakk)
- Steven Barkoff (Hagath)

### Épisode 19:Les Liens du sang et l'eau
- Lawrence Pressman (Tekeny Ghemor)
- Marc Alaimo (Gul Dukat)
- Thomas Kopache (en) (Kira Taban)
- William Lucking (Furel)
- Jeffrey Combs (Weyoun)

### Épisode 20:Chants d'amour Ferengis
- Cecily Adams (en) (Ishka)
- Max Grodénchik (Rom)
- Chase Masterson (Leeta)
- Tiny Ron Taylor (Maihar'du)
- Hamilton Camp (Leck)
- Jeffrey Combs (Brunt)
- Wallace Shawn (Grand Nagus Zek)

### Épisode 21:Les Soldats de l'Empire
- David Graf (Timonier Leskit)
- Rick Worthy (en) (Officier Kornan)
- Sandra Nelson (en) (Ingénieur Tavana)
- Aron Eisenberg (Nog)
- Scott Leva (en) (Matelot Ortikan)
- J. G. Hertzler (Général Martok (en))

### Épisode 22:Les Enfants du passé
- Gary Frank (Yedrin Dax (en))
- Jennifer S. Parsons (es) (Miranda O'Brien)
- Davida Williams (en) (Lisa)
- Doren Fein (Molly)

### Épisode 23:Explosion de gloire
- Kenneth Marshall (Michael Eddington)
- J.G. Hertzler (Général Martok)
- Aron Eisenberg (Cadet Nog)
- Gretchen German (Rebecca Sullivan)

### Épisode 24:Empok Nor
- Andrew Robinson (Elim Garak)
- Aron Eisenberg (Cadet Nog)
- Tom Hodges (en) (Ingénieur Pechetti)
- Andy Milder (Ingénieur Boq'ta)
- Marjean Holden (en) (Agent de sécurité Stolzoff)
- Jeffrey King (Agent de sécurité Amaro)

### Épisode 25:Tout est dans les cartes
- Jeffrey Combs (Weyoun)
- Brian Markinson (Elias Giger)
- Aron Eisenberg (Cadet Nog)
- Chase Masterson (Leeta)
- Louise Fletcher (Kai Winn Adami)

### Épisode 26:L'Appel aux armes
- Andrew Robinson (Elim Garak)
- Jeffrey Combs (Weyoun)
- Marc Alaimo (Gul Dukat)
- Max Grodénchik (Rom)
- Aron Eisenberg (Cadet Nog)
- J.G. Hertzler (Général Martok)
- Chase Masterson (Leeta)
- Mélanie Smith (en) (Tora Ziyal)
- Casey Biggs (Glinn Damar)